# Nick, der König der Chauffeure
Nick, der König der Chauffeure ist ein deutscher Stummfilm aus dem Jahre 1925 von Carl Wilhelm mit Carlo Aldini in der Titelrolle.

## Handlung
Einst waren die russische Exil-Fürstin Baranhoff und ihr Sohn Nick reiche Leute und Vertreter der gesellschaftlichen Oberschicht, ehe sie die Oktoberrevolution ins westliche Ausland vertrieb. Da heute gänzlich verarmt, hatte sich der Fürstinsohn dazu entschlossen, eine ganz normale Arbeit zu suchen, um sich und seiner Mutter ein einigermaßen anständiges Leben ermöglichen zu können: So wurde aus Prinz Nick der Chauffeur Nick, der jedoch einmal pro Jahr aus dem Dienstmann-Alltag ausbricht, um mit dem verdienten Geld wenigstens einen Monat lang an der Riviera in Saus und Braus zu leben. Eines Tages hilft er der jungen US-Amerikanerin Fay Fulton aus einer misslichen Lage: Sie hatte einen Autounfall, bietet Nick ihr an, sie zurück in ihr Hotel zu chauffieren. Als er Fay abgesetzt hat, entdeckt er ein kleines Päckchen in seinem Fahrzeug, dass eine mit Brillanten besetzte, wertvolle Perlenkette beinhaltet. Nick nimmt an, dass Fay dieses Päckchen wohl gehöre und sie es bei ihm vergessen habe. Er kehrt zum Hotel zurück, um Fay ihren mutmaßlichen Besitz zurückzugeben, doch die ist mit ihrem Vater bereits abgereist.
Nick reist im Rahmen seiner Riviera-Sause nach Sanremo weiter, wo er zufälligerweise auch Fay wiederbegegnet. Bald beginnt es zwischen den beiden heftig zu funken. Nick erzählt Fay seine turbulente Lebensgeschichte und überreicht ihr das Schmuckstück, da er noch immer glaubt, sie sei die Besitzerin. Ist sie aber nicht, und Fay wiederum nimmt an, dass der teure Klunker eine Art vorgezogenes Hochzeitsgeschenk Nicks an sie sei. Der Filmzufall will es, dass die tatsächliche Besitzerin nun die Kette an Fays Hals sieht, und nachdem sie erfährt, woher Fay den Schmuck hat, gilt Nick plötzlich als Juwelendieb. Daraufhin heften sie Italiens Carabinieri mit großer Zähigkeit an seine Fersen. Da ihm die Mittel fehlen, seine Unschuld zu beweisen, rast Nick kurzerhand mit seinem Fahrzeug auf und davon. In seinem Zielort Berlin kann sich alles klären, und nachdem es sich herausgestellt hat, dass Nick keine langen Finger gemacht hat, zeigt sich Papa Fulton durchaus wohlwollend, was eine Heirat seiner Fay mit dem verarmten Adeligen betrifft.

## Produktionsnotizen
Nick, der König der Chauffeure passierte die Filmzensur am 2. Juni 1925 und wurde noch im selben ein Monat darauf in Berlins Marmorhaus uraufgeführt. Der mit Jugendverbot belegte Sechsakter besaß eine Länge von 1910 Meter. 
Hermann Warm entwarf die Filmbauten.

## Kritiken
Angesichts der hier gezeigten geballten Realitätsferne ging die linke Arbeiter-Zeitung mit diesem Film sehr harsch ins Gericht. Dort ist zu lesen: „Es ist zu arg, was hier dem Publikum zugemutet wird: eine geradezu irrsinnige Handlung, ein mittelmäßiger Athlet, der sich als Schauspieler gebärdet, keine Spur von Wahrscheinlichkeit, keine Spur von Unterhaltlichkeit.“
Die Linzer Tages-Post zeigte sich weit nachsichtiger. Sie schrieb: „Carlo Aldini, ein Filmschauspieler voll Temperament und zugleich ein Artist, der mit verblüffender Sicherheit klettert, schwimmt und springt.“